# Szenyán Erzsébet
Szenyán Erzsébet (Péteri, 1943. január 7. –) József Attila-díjas (2007) műfordító, pedagógus.

## Életpályája
1961–1966 között a József Attila Tudományegyetem Bölcsészettudományi Karának magyar-orosz szakos hallgatója volt. 1966–1975 között középiskolai oktató volt. 1975–1980 között a budapesti Lengyel Tájékoztató és Kulturális Központ munkatársa volt. 1976-ban lengyel felsőfokú nyelvvizsgát szerzett. 1980 óta szabadfoglalkozású műfordító. 1997–2006 között irodalmi szerkesztőként dolgozott.

## Műfordításai
- Jerzy Grzymkowski: A sötét folyó (regény, 1977)
- Z. Royszyn: Lidérc (regény, 1977)
- Tadeusz Nowak: Próféta (regény, 1979)
- J. St. Stawiński: Egy varsói fiatalember születésnapi feljegyzései (regény, 1980)
- Zb. Safjan: Senki földje (regény, 1981)
- K. Pruszyński: A szamarkandi kürtös (elbeszélés, 1982)
- T. Nowak: Hogy zengett belé az ég (regény, 1987)
- B. Szatyn: Árja papírokkal (visszaemlékezés, 1989)
- R. Kapuściński: A Birodalom (publicisztikai írások, 1993)
- R. Kapuściński: Lapidárium (feljegyzések, 1993)
- S. Vincenz: Tájak - történelemmel (esszék, Pálfalvi Lajossal, 1994)
- J. Korczak: A gyermek joga a tiszteletre (1995)
- Sławomir Mrożek: Ketchup (karcolatok, 1996)

## Díjai, kitüntetései
- az Európa Könyvkiadó nívódíja (1980)
- A Lengyel Kultúráért Érdemérem (1981)
- a Lengyel Irodalmi Alap nívódíja (1987)
- a Lengyel PEN Club fordítói díja (1992)
- Kerényi Grácia-díj (1992)
- Pro Literatura díj (1996)
- a MAOE műfordítói díja (1996)
- A Lengyel Köztársasági Érdemérem lovagkeresztje (1999)
- József Attila-díj (2007)
- Hieronymus-díj (2008)
- Magyar Köztársasági Arany Érdemkereszt (2011)